# Esther de Mezerville
Esther de Mezerville Ossaye (29 tháng 4 năm 1885 - 1971) là một giáo viên người Guatemala và là nhà nữ quyền, nhà bầu cử và nhà hoạt động, người đã làm việc để giúp phụ nữ có được phiếu bầu ở Costa Rica.

## Tiểu sử
Esther de Mezerville Ossaye được sinh ra ở Guatemala vào ngày 29 tháng 4 năm 1885 với cha là người nhập cư Pháp, Emile de Mézerville Coupé và người vợ gốc Canada, Noémie Ossaye Millelot. Khi cha bà qua đời, mẹ của Esther di cư cùng các con đến Costa Rica vào năm 1898. Khi còn là một cô gái trẻ, bà đi du lịch và được giáo dục ở Pháp, Bỉ và Thụy Sĩ. Năm 1907, bà trở lại Costa Rica và bắt đầu dạy tiếng Pháp ở San José, Costa Rica. Năm 1908, bà trở thành hiệu trưởng của Escuela Superior de Niñas trong bảy năm và năm 1917 được bổ nhiệm làm Thanh tra kỹ thuật của các trường học cho San José. Bà đã tích cực trong phong trào năm 1919 chống lại các chính sách lao động của Tổng thống Federico Tinoco Granados, mà đỉnh điểm là một cuộc đình công của giáo viên và các giáo viên đốt cháy La Información, văn phòng báo chí của chính phủ. Cuộc đình công do Ángela Acuña Braun dẫn đầu bao gồm các giáo viên như Matilde Carranza, Ana Rosa Chacón, Lilia González, Carmen Lyra, Victoria Madrigal, Vitalia Madrigal, María Ortiz, Teodora Ortiz, Ester Silva và Andrea Venegas.
Sau khi chế độ độc tài Tinoco bị lật đổ, bà được bổ nhiệm làm giám đốc của Colegio Superior de Señoritas vào năm 1922 và năm sau đó đã cùng với Acuña thành lập Liga Women'sista Costarricense (LFC), tổ chức nữ quyền đầu tiên ở Costa Rica. Bà trở thành phó chủ tịch của tổ chức và giúp dẫn đầu cuộc đấu tranh lâu dài cho quyền bầu cử ở Costa Rica. De Mezerville đã từ chức giám đốc trường vào năm 1926 và bắt đầu một tour du lịch châu Âu và Bắc Phi bao gồm Algeria, Pháp Morocco, Pháp, Ý và Tây Ban Nha. Trở về, vào năm 1931, bà lại tham gia với Acuña trong việc trình bày một sửa đổi cho cơ quan lập pháp để trao cho phụ nữ quyền bầu cử.
De Mezerville phục vụ trong hội đồng quản trị và ủy ban của nhiều tổ chức. Bà đã tham gia vào đại hội để thành lập quỹ hưu trí cho giáo viên vào năm 1934 và là thành viên của Ủy ban Khảo cổ học và Nghệ thuật tiền Columbus cùng năm đó. Vào những năm 1940, bà làm việc với Mặt trận Quốc gia chống phát xít và là đại biểu cho hội nghị hòa bình liên Mỹ được tổ chức tại Chapultepec, thành phố Mexico năm 1945. Bà từng là chủ tịch của cả hai tổ chức Chữ thập trắng và Hội chữ thập đỏ của Costa Rica và năm 1948 đã nhận được Huân chương Công trạng từ chi nhánh Hội Chữ thập đỏ của Costa Rica. Từ năm 1946 đến năm 1950, bà là phó chủ tịch trong Hội đồng quản trị của Ngân hàng cho Hiệp hội giảng dạy quốc gia. Năm 1949, bà được chọn là "Người phụ nữ của năm" bởi khu vực Costa Rico của Unión de Mujeres Americanas.
De Mezerville mất năm 1971 tại San José, Costa Rica.